# Hoa Tuylip đen (tiểu thuyết)
Hoa Tulip Đen (tựa gốc tiếng Pháp: La tulipe noire) là tiểu thuyết lịch sử được Alexandre Dumas cha viết và xuất bản vào năm 1850.

## Nội dung
Nội dung sách xoay quanh câu chuyện tình cảm xảy ra ở thành phố La Haye, Hà Lan cuối thế kỷ XVII. Cornélius van Baerle giàu có có một niềm đam mê bất tận với hoa tulip. Chàng có niềm khao khát mãnh liệt rằng sẽ phải tìm bí quyết trồng ra loại hoa tulip màu đen. Vậy nên ngày ngày chàng cố gắng chăm chỉ nghiên cứu, mò mẫm. Nhưng khi vừa mới tìm được bí kíp trồng ra loại hoa tulip màu đen thì chàng bị tên hàng xóm xấu tính Boxtel vì ganh ghét tố cáo chàng. Sau đó chàng bị bắt vì nắm giữ tài liệu chính trị mà chàng cũng chẳng biết là gì. Khi ở trong tù, chàng quen Rosa – con gái người cai ngục. Từ đó, chính Rosa là người giúp đỡ chàng ươm mầm hoa tulip đen thành công, và cũng chính nàng tìm ra bằng chứng chứng minh Baerle vô tội. Cái kết có hậu được mở ra với cuộc sống hạnh phúc và sự nghiệp trồng hoa tulip rực rỡ của Baerle và Rosa.

## Nhân vật
- Cornélius van Baerle là một người giàu có, có mong ước trồng được hoa tulip đen.
- Isaac Boxtel là một người hàng xóm của Baerle, kẻ đã khiến cho Baerle phải đi tù.
- Rosa Gryphus là con gái của viên cai ngục, người đã yêu và giải thoát Baerle khỏi cảnh tù ngục.